# Lutter (Eichsfeld)
Lutter est une commune allemande située dans l'arrondissement d'Eichsfeld en Thuringe.

## Géographie

Situation de la commune (en rouge) dans l'arrondissement

Lutter est située dans le sud-ouest de l'arrondissement. La commune fait partie de la Communauté d'administration d'Uder, elle se trouve à 10 km au sud-ouest de Heilbad Heiligenstadt, le chef-lieu de l'arrondissement et elle est composée des deux villages de Lutter et Fürstenhagen.
Fürstenhagen est le siège du Parc naturel Eichsfeld-Hainich-Werratal. 

## Histoire
La première mention écrite du village de Lutter date de 1201 sous le nom de Luthera.
Lutter a  appartenu à l'Électorat de Mayence jusqu'en 1802 et à son incorporation à la province de Saxe dans le royaume de Prusse (gouvernement d'Erfurt, cercle de Heiligenstadt). 
Le village fut inclus dans la zone d'occupation soviétique après la Seconde Guerre mondiale avant de rejoindre le district d'Erfurt en RDA jusqu'en 1990.

## Démographie
| 1910 | 1933  | 1939  | 1995 | 2000 | 2005 | 2010 |
| ---- | ----- | ----- | ---- | ---- | ---- | ---- |
| 819  | 1 039 | 1 029 | 797  | 763  | 740  | 715  |